# Jordi IV Txikovani
Jordi IV Txikovani, mtavari de Mingrèlia, fill de Katzo o Katzia Txikovani, Príncep de Lechkhumi. Va succeir al seu pare com a príncep a Salipartiano el 1681 i deu anys després va ser proclamat mtavari de Mingrèlia després de forçar l'abdicació de Levan IV Dadiani iniciant la dinastia del Txikovani.
El 1703 va ocupar Sadchilao i Samikeliao i un any després va expulsar son germà Iesse de Letxkhúmia (1704) casat amb l'ex-dona de Koshita III, eristhavi de Ratxa.
El seu fill Katzi I Chikovani (Txikovani) fou associat al tron el 1704, però va morir jove el 1710.
Fou deposat pel rei Jordi VII d'Imerècia el 1715 i el va succeir el seu fill Bejan I Dadiani. Els seus successors van recuperar el cognom Dadiani.